# 聚易用
聚易用（正式名稱：“聚易用”付款碼）是澳門的電子支付聚合平台，由澳門金融管理局於2021年初推出，透過推動提供本地二維碼支付服務的銀行及支付機構進行合作，將其支付系統互聯互通，讓商戶可透過一部終端機或一個二維碼立牌，受理所有本地二維碼支付工具；同時，市民亦可以自由選擇任何一種本地二維碼支付工具在有關商戶付款。2023年8月11日起另推出延伸金融服務聚易用＋（正式名稱：“聚易用＋”乘車碼），將為各移動支付工具中推出並新增公共巴士“乘車碼”功能。

## 背景
2019年5月27日澳門立法會全體會議，多位議員關注電子支付在澳門普及問題，建議當局應加強推廣，進一步協助中小企在營運流程中引入或強化電子化系統，讓中小企的業務跟上科技發展。澳門金融管理局行政管理委員會主席陳守信回應表示，近期金融機構向商戶推出可受理多種支付工具的聚合收款機具或二維碼，不但節省商戶店舖空間，便利了商戶收款及清算流程，更減低了商戶支付予金融機構的收款費用，有效鼓勵了商戶應用電子支付服務。當時共有7間銀行和1間支付機構可提供電子支付服務。
2020年4月27日，在澳門立法會討論澳門特別行政區政府2020年財政年度施政報告中的經濟財政範疇辯論中，經濟財政司司長李偉農表示，為了針對澳門當時存在不同的消費支付模式，有關部門正著手草擬相關指引，爭取2021年有所突破，將現時分散的支付方式透過聚合方法，讓市民在使用時更趨方便。
自COVID-19疫情在澳門及全球爆發後，電子支付在澳門才正式進入起步與發展快速的階段，至2020年6月，市面上多家本地金融機構已推出共11種移動支付服務，大致可分為掃碼支付或感應支付的電子錢包及虛擬卡等；正因為各支付工具選擇多及分散，令商戶及市民在使用上均造成不便。根據澳門金融管理局的數據至2020年3月，澳門可受理移動支付的終端機及支付二維碼數量超過4.3萬（包括約3.6萬台終端機及7,000個二維碼），較2019年期上升近一倍，與2017年底相比，增加近九倍。

## 歷史及沿革
2021年1月5日，澳門金融管理局宣佈正式協調各金融機構推出“聚合支付” 服務─“聚易用Simple Pay”，首階段是落實“反掃聚合”，商戶將可使用一部終端機受理所有本地二維碼支付工具，市民則可自由選擇任何一種本地二維碼支付工具進行消費。
2021年1月21日，“聚易用”專題網頁 （页面存档备份，存于）開通。
2021年2月8日，首階段“反掃聚合”推出試行，標誌著澳門的電子支付發展取得新突破及邁上新台階，亦對澳門特區發展數字經濟發揮促進作用。據介紹，市面上將陸續出現受理“聚易用”的商戶，屆時，消費者可於貼有“聚易用”標誌的商店，選擇任何一種本地二維碼支付工具進行交易，予商戶機具讀取，便可完成交易。又指若首階段試行順利，預計於3月推出“正掃聚合”。
2021年3月31日，第二階段“反掃聚合”正式推出試行。金管局持續敦促各間提供二維碼支付服務的銀行及支付機構，主動為商戶升級機具及安排講解，陸續為完成升級的商戶張貼“聚易用”標誌。並持續聆聽社會意見，推動金融機構與社團合作舉辦了多場介紹會，尤其針對長者用戶，提升他們對“聚易用”服務及使用電子支付的認識。
2021年，澳門特區政府因應澳門經濟仍受COVID-19疫情影響，公佈“保就業、穩經濟、顧民生計劃”，當中包括電子消費優惠計劃，首次將“聚易用”旗下的移動支付工具納入該計劃中的登記方式。隨後在2022年的電子消費優惠計劃 以及《減輕因2022年疫情對澳門特別行政區居民造成負面影響的生活補貼計劃》均應用當中。
2021年5月4日，澳門金融管理局表示通過協調和金融機構的努力下，已升級並張貼“聚易用”標識的商戶門店數量持續增長，覆蓋商戶門店超過六成，遍佈全澳各區以及各行各業，包括零售、餐飲、以及各類型的中小微企商戶；近期亦有大型連鎖超市及連鎖餐飲食肆升級“聚易用”，進一步擴大移動支付使用場景，便利市民出行消費。
2021年10月1日至2022年3月31日，為應對COVID-19疫情對經濟的影響，金管局協調金融機構落實為期半年的“聚易用” 交易收單費率優惠措施，以減免或回贈方式為中小企業提供收單手續費優惠，以減輕中小企的經營壓力。此外，金融機構亦採取便利措施，將主動為已升級“聚易用”的中小企提供有關優惠，商戶無須另行辦理申請手續。
2022年3月31日，因COVID-19疫情對經濟仍然持續，澳門金管局推動金融機構把優惠措施延長6個月至今年9月30日結束，持續紓緩中小企經營壓力，約2萬個商戶受惠。
2022年9月14日，鑒於疫情影響仍然持續，中小企“聚易用”交易手續費減免或回贈措施再度延長，至2023年2月28日結束。在金管局的協調和金融機構的努力下，市面上逾9成商戶門店已升級“聚易用”，移動支付的覆蓋面亦持續擴大。
2022年11月下旬，“聚易用”覆蓋全澳商戶達九成，帶動移動支付交易不斷攀升，2022年首9個月錄得移動支付交易1.9億筆，總額185.8億元，已超出2021年全年總數。 
2023年3月1日，「聚易用」恢復收取手續費，每筆交易收取0.8%至1%。金管局表示，金融機構向商戶提供收款機具、對帳報表和結算入帳等配套服務，與其他金融服務一樣，收費水平屬商業決定，現時移動支付交易手續費已較疫情前下調約20%，並持續優化，當局並與金融機構推動“聚易用”支付體驗延伸至更多場景。此外，商戶可受理其他境外支付工具，包括中國大陸的支付寶及微信支付，香港的Alipay HK及Wechat Pay HK，南韓的Kakao Pay，以及國際卡組織的相關支付服務（如銀聯、Visa、Mastercard、銀聯雲閃付、Apple Pay、Samsung Pay、Huawei Pay）等。
對於聚易用復收手續費，有餐廳東主反映，收取手續費導致支出多出2萬元，還有使用外賣平台的費用，佔收益約27%，形容中小企難以生存；另有商戶指認為費率高，建議參考有銀行以櫃員機每筆轉帳收5元的計算方式，或設費率繳付上限。北區工商聯會指區內商戶基本使用電子支付，認為澳門經濟在復甦期間，中小企經營成本“慳得就慳”，希望“聚易用”的金融機構先以“成本價”收取手續費，約0.5%至1%，讓中小企適應。他又稱，現時不少商戶都推優惠引客，希望多做生意，相信恢復交手續費不會造成加價現象。有老字號品牌商戶表示，電子支付普及化若不允許客人使用，只會把客人拒諸門外，影響生意，因此加入使用電子支付。對於“聚易用”恢復收取費率，他認為，金融機構收取交易手續費無可厚非，但建議考慮設每月費率收取上限，或每筆交易收費上限，減輕商戶壓力，機構亦可賺得穩定收入。經濟學會副理事長李振國表示，電子支付已成不可逆轉趨勢。特區政府推動下，疊加電子消費卡等效應，居民已習慣使用電子支付，他認為交易費用不可能永遠由政府補貼扶持商戶，但澳門交易平台多，理應具競爭力，費用有下調空間。金管局回應指金融機構的電子支付手續費純屬商業決定，隨着市場擴大及良好競爭，目前移動支付交易手續費較疫情前減少兩成。
2023年8月8日，政府公報刊登第122/2023號行政長官批示，修訂有關巴士車資支付方式的條文。“聚易用”聚合支付平台體驗由2023年8月11日起正式延伸至公共巴士，該“乘車碼”服務功能被正式命名為“聚易用＋”。
2024年5月，新一批10個八年期的士牌判給將按照籌備工作時間表，中標公司須於接獲判給通知書起計九個月內為的士完成驗車和註冊，最遲十個月內投入營運競投案卷亦列明新營運的士的設備配備、收費方式、服務標準、人員培訓等規則。收費方面新增電子支付方式包括聚易用及其他境外支付工具。
2024年9月19日，經澳門金融管理局與深合區金融發展局的共同推動，在中國人民銀行的支持下，“澳門新街坊”雙幣種收單業務試點正式上線。澳門居民可於橫琴粵澳深度合作區“澳門新街坊”試點商戶使用“聚易用”支付工具以澳門元支付。

## 使用方法

### 反掃聚合
在首階段“反掃聚合”試行實施前，各金融機構陸續聯繫商戶更新服務協議及升級機具軟件，由現有合作金融機構安排更新服務協議及機具軟件，毋需申請額外機具。另外，現未有受理本地二維碼支付的商戶，也可聯絡金融機構瞭解詳情。當升級“聚合支付”後，商戶便可使用一部終端機，受理所有本地二維碼支付，機具的操作方法不變。升級“聚合支付”的商戶將於當眼位置貼有由金融機構提供的“聚易用”標誌，市民到這些商戶消費時，可自由選擇任何一種本地二維碼支付工具進行支付，而遊客亦可繼續使用境外錢包付款，支付模式維持不變。

### 正掃聚合
“正掃聚合”作為聚合支付延伸的第二階段，消費者可使用任何一種本地二維碼支付工具，掃瞄商戶展示的“聚易用”二維碼牌進行付款，多數利用於小微企業及街市檔販。

## 未來發展

### 擬支援儲值卡付款
2021年2月4日，北區社區咨詢委員會平常會議上，有委員關注到「聚易用」的推出並未包含儲值卡的使用，他解釋由於商戶會考慮到客戶偏好使用儲值卡的需求，會傾向選擇某些金融機構。金管局代表表示指澳門使用二維碼的交易量已超越儲值卡，因此希望先處理二維碼支付的整合部分；局方考慮到部分長者和學童對儲值卡的需求，將來會再處理儲值卡的部分。
2022年8月，澳門金融管理局表示，局方將因應居民支付習慣及整體支付市場發展，適時研判在“聚易用”機具受理個別儲值卡的必要性。

### 澳門輕軌
2022年6月，交通局局長林衍新回覆議員林宇滔書面質詢指輕軌與巴士之間沒有轉乘優惠。他引述澳門金融管理局指，各輕軌站售票處已引入「聚易用」及可受理境外支付工具的收款服務，便利居民及旅客購買車票。局方將持續推動金融機構研究為輕軌公司提供可受理更多支付工具的閘機收款方案。
2022年7月23日，澳門金融管理局表示，將持續推動金融機構研究為輕軌公司提供可受理更多支付工具的閘機收款方案，又稱現時輕軌站售票處已引入 “聚易用” 及可受理境外支付工具的收款服務，乘客亦已可使用澳門通直接出入車站閘口，並享有相應的乘車優惠。
2023年6月，交通事務局局長林衍新引述澳門輕軌股份有限公司表示，將配合政府的政策及安排，透過優化輕軌票務系統和引入多元的電子支付方式，為乘客提供更便捷的乘車體驗。金管局表示，會持續推動金融機構積極配合輕軌公司的入閘系統和營運安排，研究可助其受理更多支付工具的收款方案。各輕軌站售票處已可受理多種本地及境外的支付工具，便利居民及旅客購買車票。
2023年12月5日，澳門輕軌服務正式延伸至澳門半島媽閣站在即，澳門輕軌股份有限公司董事會主席何蔣祺表示，正爭取逐步增加本地（聚易用）以及其他地區（包括中國大陸、香港及跨國）移動支付購買車票或入閘，以及研究站內增設澳門通增值服務。何蔣褀坦言要一步步走，要各方面協商配合，並舉例巴士也非一步做到，又認為不單純是技術上的問題。
2024年1月8日，運輸工務司司長羅立文出席澳門立法會全體會議回應多名議員和坊間建議輕軌推行車費電子支付，他回應指表明政府有意推行“二維碼支付”，但形容好困難，主因是牽涉收費系統，若推行電子支付，對已經開通和建設中的輕軌路線，合共有近300個閘機需要更換，但當局有意朝電子支付方面考慮，因此短期內未做到。
2024年8月7日，澳門立法會舉行全體會議，多名議員再度關注輕軌閘機引入電子支付，運輸工務司司長羅立文出席澳門立法會全體會議回應議員口頭質詢時表示，由於輕軌票務系統於2009年簽署的合同，更換新閘機將相當困難及非常昂貴。公共建設局局長林煒浩指輕軌票務系統以接受多種電子支付方式購票，包括使用澳門通、信用卡及“聚易用”，若再要提升閘機增加其他電子支付方式，需考慮與原票務系統銜接情況，政府亦有做相關研究，包括硬件方面需對閘機改造或全新更換，軟件方面亦要配合新舊票務系統之間銜接，以及結算問題，並需要與支付營運商作出探討等。又指出澳門輕軌於每日06:00至00:00營運，若要維修、線路測試均需在非營運時間進行，若再提升改造閘機增加電子支付方式，需要通盤考慮。

### 公共停車場支付工具混亂
截至2023年8月，澳門公共停車場的泊車付費除使用現金、澳門通外，大部分停車場引入電子支付及“無感支付”。截至2022年10月，全澳60個公共停車場中，有54個設有“無感支付”，當中交通事務局轄下的56個公共停車場中已有50個設有無感支付，但分散在五種支付工具，包括澳門通旗下的“MPark”、大豐銀行的“豐付寶”、中國銀行澳門分行擁有的“易泊車”、工銀澳門旗下的“萬達通”及有4家銀行支持的ETC無感支付，有駕駛者批評分散工具支付方式不夠人性化，冀整合不同支付平台，更為便民。傳新澳門協會理事長兼立法議員林宇滔認為，即使車場的招標合同無要求安裝聚易付，其實當局亦可跨部門推動方便居民。當中亦不排除部分公共停車場因與支付機構簽署合作協議，限制引入其他支付平台，故未能使用“聚易用”。 他批評政府跨部門欠缺溝通和“後知後覺”，倘雙方在準備推出“聚易用”服務時早有溝通協調，並列為必要的招標要求，大部分公共停車場應已引入“聚易用”支付平台。期望在公開招標或合同到期時統一要求聚合支付方便車主。又期望電單車亦早日有無感支付。
2022年5月，交通事務局表示正有序擴展“聚易用”至更多應用場景，正推動金融機構為停車場收費處提供“聚易用”服務，同時升級停車場的收費系統，提供創新便利的支付服務。現行公共停車場管理及經營合同沒有載明質詢中提出的整合不同電子支付平台的要求，在未來的公開招標中，會因應電子支付平台整體情況適當引入整合安排。金融管理局表示除推動金融機構為停車場收費處及閘機提供“聚易用”服務外，金融機構亦正配合有關管理公司的系統升級和營運安排，陸續拓展無感支付等多元支付方式，便利居民出行繳費。
力報社評指各公共停車場擁有各自不同的無感支付系統，有停車場甚至出現入場時自動開閘，出場時卻需要通過「澳門通」的支付方式才能離場的現象，給使用者帶來不便。相關部門雖然表示讓停車場經營者因應自身商業決策選定不同的電子支付平台，建議加強跨部門合作，與各方營運相關者進行廣泛的溝通和協調，鼓勵創新和競爭，推動「聚易用」聚合支付平台推廣，讓駕駛者自行選擇使用不同電子平台繳交停車費，為駕駛者帶來更便利的使用體驗。
2024年9月9日，《澳門日報》頭版報道指不少駕駛者反映各個公共停車場使用不同的無感支付平台。“各自為政”下，導致使用不便甚至混亂，希望當局整合及完善公共停車場無感支付平台。實際上，卻有不少駕駛者反映停車場支付方式太多，尤其是不同停車場的管理公司不一樣，所提供的無感支付方式亦不一，有感混亂。同年9月12日，交通事務局回應有關事件，爭取在10月1日前將具備Mpark無感支付功能的停車場增至38個，其餘24個爭取在12月1日前完成。

### 停車咪錶收費系統
2023年4月19日，立法會全體會議細則性通過《公共泊車服務制度》法案，法案自今年8月1日起生效，但公共道路泊車位的泊車費用僅得以電子方式繳付的規定則由5月1日起生效。期間咪錶系統由政府臨時接管，透過短期形式延續咪錶公司合同，由政府進行運營。
2023年4月26日，政府宣佈由同年5月1日起對現行咪錶系統進行封閉投幣口的工作。意味着咪錶僅接受電子支付。
2023年4月28日，《政府公報》刊登第5/2023號法律《公共泊車服務制度》，當中規定由2023年5月1日起，咪錶的泊車費將改為僅接受電子方式支付（澳門通卡及銀聯閃付卡）。另一方面，現行咪錶的經營合同於4月30日屆滿，自翌日（5月1日）起相關公共泊車服務由特區政府提供，並透過短期取得服務方式進行管理，咪錶泊車費會直接作為特區政府收入；而根據第44/2022號行政法規《減輕因2022年疫情對澳門特別行政區居民造成負面影響的生活補貼計劃》的規定，有關補貼不適用於公共部門及公共機構提供的服務，故自5月1日起咪錶的泊車費不能再以「消費卡」方式支付。
2023年6月1日，交通事務局表示在保障駕駛者公平使用咪錶原則下，局方考慮採用更多便民措施，如增設其他支付方式或透過手機APP遙距支付咪錶費用等。澳門金融管理局同時推動金融機構持續優化其支付服務，除為停車場收費處及閘機提供「聚易用」服務外，亦已要求金融機構因應公共泊車場景（包括停車場及咪錶）的相關系統升級，作出積極配合和安排，以進一步拓展受理場景，便利居民和旅客出行支付。另外，當局亦會持續推動公共停車場的電子化支付功能，包括引入無感支付和二維碼支付等。

## 參與機構
“聚易用”及“聚易用+”參與機構如下：
- 澳門通（MPay）
- 中國銀行（澳門中銀手機銀行）
- 大豐銀行（豐付寶）
- 工銀澳門 （工銀e支付）
- 大西洋銀行（BNU Pay）
- 廣發銀行（廣發移動支付錢包）
- 澳門國際銀行（LusoPay）
- 螞蟻銀行（澳門）（支付寶（澳門））
- 極易付（UePay澳門錢包）
- 銀聯（雲閃付，只適用於綁定澳門金融機構發行的銀聯卡之客戶）

- 支付寶（中國大陸及香港版）、綁定非本地發行銀聯卡的雲閃付、微信支付旗下小程序搭車碼已新增“澳門巴士乘車碼”功能，於巴士上掃碼支付車資。使用上述支付方式每程車資為6澳門元，不設車資優惠及轉乘優惠。
- 其他境外移動支付工具未納入及接受使用聚易用+。